# Nolina beldingii
Nolina beldingii ist eine Pflanzenart der Gattung Nolina in der Familie der Spargelgewächse (Asparagaceae). Das Epitheton ehrt den US-amerikanischen Ornithologen Lyman Belding (1829–1917), den Entdecker der Art. Ein englischer Trivialname ist „Belding’s Nolina“.

## Beschreibung
Nolina beldingii ist baumförmig mit einer Wuchshöhe von 3 bis 6 m. Sie formt in der oberen Hälfte des Stammes zahlreiche Rosetten. Die variablen bläulichen bis hellgrünen Laubblätter sind 50 bis 100 cm lang und 10 bis 20 mm breit. Die Blattränder sind fein gezahnt.
Der Blütenstand wird 1 bis 2 m hoch mit zahlreichen langen variablen, Verzweigungen. Die weißen, cremefarbenen, selten pinkfarbenen Blüten sind 2 mm lang und im Durchmesser. Die Blühperiode reicht von Juli bis August.
Die in der Reife holzigen gedrückten Kapselfrüchte sind 5 bis 10 mm lang und im Durchmesser. Die braunen, kugelförmigen bis länglichen Samen sind 4 bis 5 mm im Durchmesser.
Die Art ist frosthart bis minus 10 °C. Sie ist kaum bekannt.

## Verbreitung und Systematik
Nolina beldingii ist selten. Sie ist in Mexiko in Baja California in Höhenlagen von 300 bis 1500 m verbreitet und ist mit Yucca capensis vergesellschaftet.
Nolina beldingii ist Mitglied der Sektion Arborescentes. Sie ist selten endemisch in den Gebirgsregionen der Cape Region von Baja California verbreitet. Sie ähnelt Nolina nelsonii jedoch werden Unterschiede in Blütenstand und Struktur der Blätter deutlich.
Die Erstbeschreibung erfolgte 1890 durch Townshend Stith Brandegee.

## Nachweise